# Doja Cat
Amala Ratna Zandile Dlamini (født 21. oktober 1995 i Los Angeles i Californien, USA), bedre kendt som Doja Cat, er en amerikansk sanger, rapper og sangskriver. Hendes første fremtrædende udgivelse var musikvideoen til sangen "Mooo!", som gik viralt i 2018. Hun blev senere kendt for at lave musikvideoer og sange, som opnår popularitet på især det sociale medie TikTok. Brugerne på det sociale medie lægger videoer op, hvor de bl.a. danser til sangene, og herigennem er Doja Cat's sange blevet eksponeret kraftig til den yngre målgruppe.
Da Planet Her blev udgivet i 2021 gik der heller ikke lang tid, før sangene fra albummet trendede på især TikTok.
Hun er født og opvokset i Los Angeles, og som teenager begyndte hun at udgive sange på SoundCloud. Hun signerede som 17-årig en pladekontrakt og har siden udgivet flere studiealbummer.

## Diskografi
Albummer
- Purrr! (2014) (EP)
- Amala (2018)
- Hot Pink (2019)
- Planet Her (2021)